# عيصره
عيصره (أو عيصرا)
(Aysra or 'esara) هي قرية أثرية تقع ضمن الحي الشمالي لبلدة ساكب في محافظة جرش، شمال الأردن. تُعرف أيضًا باسم خربة عيصره، وتتموضع بالقرب من جبل طرون، حيث تحتوي على بقايا مبانٍ قديمة وعيون مياه جارية، مما يُبرز أهميتها التاريخية. تتميز ساكب وعيصره بارتباطها الوثيق بعشيرة العياصرة، التي اشتق اسمها من عيصره.

## الخلفية التاريخية
ورد ذكر عيصره في السجلات العثمانية المبكرة كجزء من النظام الإداري والاقتصادي في ناحية عجلون بلواء عجلون. وفقًا لدفتر مفصل لواء عجلون لعام 1538، كانت القرية تضم سبع أسر وإمام مسجد، مع تقدير عدد سكانها بحوالي 42 فردًا. ساهمت عيصره بنسبة 25% من إنتاجها، وبلغت المساهمة السنوية 1000 آقجة. وبحلول عام 1596، بلغت المساهمة 750 آقجة، بينما ازدادت مساهمة ساكب المجاورة من 1300 إلى 2500 آقجة.
في عام 1816، زارها المستكشف والرحالة جيمس سيلك بكنغهام، وذكر اسمها على اسم عشيرة "العياصره"، وقال كانت الحجارة الضخمة التي شُيدت بها مبانيها، إلى جانب الكمية الكبيرة من شظايا الفخار الفاخر المنتشرة حولها، تشير إلى أنها كانت موقعًا أثريًا عريقًا.
في عام 1890، خلال المسح الجغرافي لشرق الأردن، ذكرها غوتليب شوماخر على أنها من المواقع الأثرية المهمة المحيطة بجرش.

## العلاقة مع ساكب
تُعتبر ساكب واحدة من أكبر البلدات في محافظة جرش، وقد شهدت استقرارًا سكانيًا مستمرًا عبر العصور، مما يعكس تاريخها الثقافي الغني. تجمع ساكب وعيصره روابط تاريخية وثقافية عميقة، حيث ارتبط تاريخ القريتين الجارتين بشكل وثيق بعشيرة العياصرة. مع مرور الزمن، اندمجت عيصره مع ساكب في أواخر القرن السادس عشر، وأصبحت تشكل الجزء الشمالي منها اليوم. وقد وثقت السجلات العثمانية والمصادر التاريخية، بما في ذلك كتاب فردريك بيك "تاريخ شرقي الأردن وقبائلها"، هذا الارتباط التاريخي، حيث أن العياصرة في ساكب سُمّوا بهذا الاسم نسبةً إلى موطنهم الأول خربة عيصره، الواقعة بجوار ساكب.

## المعالم الأثرية
تحتوي خربة عيصره على بقايا مبانٍ قديمة ونبع طبيعي وقناة ماء. ورغم أن المدى الكامل لطبقاتها التاريخية لا يزال غير مستكشف، إلا أن موقعها الاستراتيجي بالقرب من ساكب وجبل طرون يشير إلى دورها التاريخي. اليوم، تُعرف عيصره بتراثها الأثري، وتجذب الباحثين والمؤرخين الذين يدرسون تاريخ شمال الأردن، وخاصة خلال الفترة العثمانية المبكرة.